# Ceroxylon parvifrons
Ceroxylon parvifrons är en enhjärtbladig växtart som först beskrevs av Franz Engel, och fick sitt nu gällande namn av Hermann Wendland. Ceroxylon parvifrons ingår i släktet Ceroxylon och familjen Arecaceae. Inga underarter finns listade i Catalogue of Life.